# Болько IV Опольский
Болько (Болеслав) IV Опольский (пол. Bolko IV opolski, нем. Boleslaus IV von Oppeln; 1363/1367 — 6 мая 1437) — князь Стшелецкий и Немодлинский (1382—1400), Опольский (1396—1437). Правил вместе с братьями Яном Кропидло (до 1421 года, формально), Генрихом II (до 1394 года) и Бернардом (до 1400 года).

## Биография
Представитель опольской линии Силезских Пястов. Второй сын князя Болеслава III Опольского и Анны, происхождение которой неизвестно. На момент смерти отца в 1382 году Болеслав был еще несовершеннолетним, в связи с чем он оказался под опекой старшего брата Яна Кропидло, избравшего церковную карьеру, и дяди Владислава Опольчика.
Поначалу Болеслав IV вместе с братьями Яном Кропидло, Генрихом и Бернардом унаследовал небольшое отцовское Стшелецкое княжество. Но в том же 1382 году умер их дальний родственник, князь Генрих I Немодлинский, не оставивший детей. Немодлинское княжество также досталось братьям, но без города Глогувек, который их дядя Владислав Опольчик присоединил к своим владениям.
Первоначально отношения молодых князей с дядей складывались хорошо. В 1383 году Владислав Опольчик продал им часть своих владений, а через десять лет в обмен за их участие в войне против короля Польши Владислава II Ягелло обещал племянникам завещать своё княжество, за исключением вдовьего удела для его жены Евфимии. В ответ польские войска под командованием Спытка из Мельштына вторглись в Опольское княжество и разорили город Стшельце-Опольске. 6 августа того же года князья Болеслав IV и Бернард под угрозой дальнейшего продвижения польских войск решили заключить сепаратный мир с польским королем Владиславом Ягелло, обязавшись ограничить власть их дяди Владислава Опольчика. После этого Владислав Опольчик хоть и остался формально князем опольским, был фактически отстранен от управления, и по факту Болеслав IV и Бернард стали соправителями Опольского княжества (за исключением городов Олесно и Люблинец, которые были временно заняты поляками и вернулись в состав Опольского княжества в 1401 году).
В 1400 году братья Болеслав IV и Бернард  разделили свои владения. Болеслав IV получил Опольское княжество, а его младший брат Бернард — Немодлинское и Стшелецкое княжества. Их старший брат Ян Кропидло, избравший церковную карьеру, в этом разделе не участвовал, сохранив за собой до конца жизни формальное именование князем Опольским.  В 1401 году Болеслав IV отказался в пользу младшего брата от городов Олесно и Люблинец, которые были возвращены братьям польским королем.
Князь Болеслав IV Опольский старался поддерживать тесные контакты с двором короля Чехии Вацлава IV Люксембургского. В связи с этим 7 июля 1402 года князь присоединился к союзу станов Силезии.
В 1417 году неожиданно возник вопрос о наследстве Владислава Опольчика, умершего в 1401 году. С претензиями на Ополе и Глогувек выступили князья Ян I Жаганьский и Генрик IX Глогувский, сыновья Генриха VIII Врубеля и Катарины, дочери Владислава Опольчика. По неизвестным причинам князья Опольские не явились на пражский суд, который состоялся 2 июля 1417 года. Суд вынес решение в пользу князей Жаганьских и постановил, чтобы князья Болеслав и Бернард Опольские вернули все территории, которые ранее принадлежали их дяде Владиславу Опольчику. Судебный приговор был подтвержден чешским королем Вацлавом IV Люксембургским 1 апреля 1418 года. Только внезапная смерть чешского короля в 1419 году и невозможность князьями Жаганьскими использовать силовой метод привели к тому, что князь Болеслав IV Опольский смог удержать все свои владения.
В последующие годы князь Болеслав IV Опольский, чтобы обезопасить себя от исполнения судебного решения 1417 года, начал тесно сотрудничать с новым королем Чехии Сигизмундом Люксембургским, который 18 сентября 1421 года пообещал Болеславу пересмотреть неблагоприятное для него решение, если он будет воевать на его стороне. В результате этого соглашения в 1423 году в Братиславе князь Болеслав IV Опольский присоединился к пакту о будущем разделе Польского королевства между германским императором Сигизмундом Люксембургским и Тевтонским орденом. По условиям этого соглашения братья Болеслав и Бернард получали Серадзскую землю и часть Великой Польши (договор не вступил в силу в результате соглашения в Кежмарке, заключенного между Сигизмундом и польским королем Владиславом II Ягелло).
Между 1418 и 1424 годом князья Болеслав IV и Бернард получили во владение город Глогувек после смерти Евфимии Мазовецкой, вдовы их дяди Владислава Опольчика. В 1424 году Болеслав V, старший сын Болеслава IV, получил во владение города Глогувек и Прудник.
В конце 1420-х годов в Силезии появились чешские гуситы. Первоначально Болеслав IV Опольский поддерживал своего сюзерена, германского императора и чешского короля Сигизмунда Люксембургского, в войне против гуситов, что привело к ответным экспедициям гуситов в Силезию. В 1428 году князья Болеслав IV и Бернард заключили мирное соглашение с чешскими гуситами, но без гарантии безопасности своих владений. В награду за верную службу Сигизмунд Люксембургский 16 сентября 1435 года отменил решение пражского суда от 1417 года.
Князь Болеслав IV Опольский скончался 6 мая 1437 года и был похоронен в некрополе опольских князей в часовне Святой Анны во францисканском монастыре в Ополе.

## Семья
Около 1398 года князь Болеслав IV Опольский женился на Маргарите (ок. 1375 — 6 декабря 1437), возможно, происходившей из рода графов Горицы. Супруги имели в браке пять детей:
- Болеслав V Гусита (ок. 1400 — 29 мая 1460), князь Стшелецкий (1450—1460) и Немодлинский (1450—1460)
- Ян I (1410/1413 — 5 сентября 1439), князь Опольский (1437—1439)
- Маргарита (1412/1414 — 15 января 1454), жена с 1423/1426 года князя Людвика III Любинского (ум. 1441)
- Генрих (ок. 1420 — 8 апреля 1436)
- Николай I (ок. 1424 — 3 июля 1476), князь Опольский (1437—1476), Бжегский (1450—1476), Стшелецкий (1460—1476) и Немодлинский (1460—1476).